# Високий представник Європейського Союзу з питань закордонних справ і політики безпеки
Лісабонським договором було введено нову посаду в Європейському Союзі — Верховного представника ЄС з питань закордонних справ і політики безпеки, що призначається кваліфікованою більшістю від складу Європейської Ради за погодженням з Президентом Європейської Комісії та Європейським парламентом. Тоді ж, у 2009 році, на цю посаду була призначена баронеса Кетрін Ештон з Великої Британії.
Бувши одночасно віце-президентом Європейської Комісії, вона забезпечує узгодженість і координацію зовнішньої діяльності Європейського Союзу.
30 серпня 2014 року Верховним представником Європейського союзу із питань закордонних справ призначена Федеріка Могеріні, яка вступила на посаду 1 листопада. З 1 грудня 2019 посаду обіймає Жозеп Боррель.
Кая Каллас у 2024 році стане новим високим представником ЄС із закордонних справ і політики безпеки.

## Функції Верховного представника ЄС
Відповідно до статей 18 і 27 Договору про Європейський Союз, Верховний представник ЄС з питань закордонних справ і політики безпеки:
- проводить спільну зовнішню політику Євросоюзу і політику безпеки;
- вносить пропозиції щодо її розвитку;
- головує в Раді закордонних справ;
- є одним з віце-президентів Комісії;
- забезпечує узгодженість Союзу з питань зовнішнього впливу;
- несе відповідальність в рамках покладених на нього в області зовнішніх зв'язків і координації інших аспектів зовнішньої діяльності Союзу повноважень;
- представляє Союз з питань, що належать до спільної зовнішньої політики і політики безпеки;
- веде політичний діалог з третіми особами та країнами від імені Союзу та висловлює позицію Союзу в міжнародних організаціях та на міжнародних конференціях.